# Myurium tortifolium
Myurium tortifolium là một loài Rêu trong họ Myuriaceae. Loài này được P.C. Chen mô tả khoa học đầu tiên năm 1955.